# Metrojet
Metrojet, nom comercial de Kogalimàvia (en rus: Авиакомпания Когалымавиа), és una aerolínia russa amb seu a Kogàlim, Khàntia-Mànsia.

## Història
Kogalimàvia va començar a operar el maig de 1993. Des de 2005, la línia aèria oferia, bàsicament, vols xàrter cap a destinacions turístiques sota el nom de marca Kolavia.
El maig de 2012, Kogalimàvia va canviar el seu nom comercial de Kolavia a Metrojet com a part del seu tracte amb TUI Russia & CIS, una empresa subsidiària de la firma de turisme alemanya TUI Travel. Fins a l'agost de 2014, quan el tracte es va trencar, Metrojet operava en nom de TUI; a partir d'aquesta data va començar a operar independentment.
El 31 d'octubre de 2015, el vol 7K9268 de Metrojet es va estavellar a Egipte, morint les 224 persones a bord. Aquest accident va conduir a l'aerolínia a suspendre totes les operacions de vol fins a nou avís.

## Flota
El 31 d'octubre de 2015 la flota de Kogalimàvia era la següent:

## Accidents
- 1 de gener de 2011: El vol 348, un Tu-154B-2 que rodava cap a la pista d'enlairament, va patir una explosió i posterior incendi en una de les turbines. L'avió portava 116 passatgers, 3 dels quals van morir i 43 van resultar ferits. L'avió cobria la ruta Surgut-Moscou.[3]
- 31 d'octubre de 2015: El vol 9268, un Airbus A321, després de destruir-se en l'aire es va estavellar a la península del Sinaí amb 224 persones a bord. Els 217 passatgers i els 7 tripulants van morir.[4]